# Шиповальников, Виктор Георгиевич
Виктор Георгиевич Шиповальников (10 февраля (28 января) 1915, Архангельск — 27 декабря 2007, посёлок Кратово) — священник Русской православной церкви, протоиерей.

## Биография
Родился в городе Архангельске. Отец, Георгий Алексеевич Шиповальников (?—1938) — моряк-механик; мать, Мариамна Георгиевна (урождённая ?) (1870—1942) — домохозяйка, погибла во время блокады Ленинграда.
В семь лет стал алтарником, потом — чтецом на клиросе приходского храма, церкви преподобного Иоанна Рыльского в Архангельске. При советской власти Архангельск был местом ссылки. В главе «Мужичья чума» в «Архипелаге ГУЛАГ» А. И. Солженицын по воспоминаниям юного мальчика Вити описал ссылку раскулаченных в Архангельск. В закрытых городских храмах строили многоэтажные нары, превращая их в тюрьмы. Ссыльные, по воспоминаниям Виктора, часто везли с собой неожиданные и ненужные вещи — упряжную дугу, граммофон с трубой и т. п.. В большом количестве туда ссылали представителей духовенства. Отец Виктор участвовал в службах с известными новомучениками Русской церкви, святителями Серафимом (Чичаговым) (1922—1923), Иларионом (Троицким) (1922—1923), Лукой (Войно-Ясенецким) и многими другими.
В 1930 году окончил в Архангельске среднюю школу. В 1936 году — выпускник Ленинградского техникума холодильной промышленности. Одновременно работал на заводе имени Марти мастером, позднее инженером. В Ленинграде был духовным сыном епископа Петергофского Николая (Ярушевича).

### Война
В 1939 году Виктора Шиповальникова призвали в армию. Его направили в Саранск на обучение в мастерскую оптики. По окончании курсов определён в Кишинёв, где служил в звании сержанта командиром отделения 126 дивизионной артиллерийской мастерской (ДАРМ). К началу войны служил старшим оптическим мастером в звании старшего сержанта 126 ДАРМ 95-й стрелковой дивизии. Воинская часть Шиповальникова отступала до Одессы. Кораблей для эвакуации не хватало, эвакуировали только офицеров. Они кричали оставшимся на берегу, как вспоминал, отец Виктор: «Товарищи, не сдавайтесь, стойте за Родину, мы ещё вернёмся». Старший сержант Красной армии Шиповальников вместе с более чем 20 тысячами красноармейцев попал в плен. В документах Министерства Обороны значится, что Шиповальников В. А. «пропал без вести при эвакуации с г. Одессы 16.10.1941». Виктор шёл в колонне пленных мимо кладбищенской церкви — перекрестился и нырнул в канаву, конвой ничего не заметил. Монахини, жившие при церкви, спрятали и переодели Виктора.
Вскоре Виктор перебрался в Кишинёв, где встретил знакомого по Архангельску священника Павла Ковалевского. Он дал рекомендацию в двухгодичную семинарию в Одессе, куда Виктор поступил в 1941 году. В 1943 году он окончил семинарию и вступил в брак с Марией Борисовной Александровой, учащейся дирижерско-хорового отделения Одесского музыкального училища, ученицей профессора Пигрова. Венчание совершил священник Федор Флоря. 13 сентября 1943 года Виктор был рукоположён в сан диакона и 1 ноября 1943 года — в сан священника митрополитом Ростовским и Северокавказским Николаем (Амасийским). Служил диаконом и священником в полуразрушенной Студзовской церкви. Затем до декабря 1944 служил в одесском храме Святых Виктора и Виссариона. 9 декабря 1944 года отец Виктор через станцию Унген он прибыл в Кишиневский фильтрационный пункт, прошёл фильтрацию, отпущен по месту жительства. Вернулся в Кишинёв, где служил в храме святого мученика Феодора Тирона (Чуфлинской церкви).

### Арест
Отец Виктор Шиповальников упомянут в пяти эпизодах в «Архипелаге ГУЛАГ» А. И. Солженицына. В главе «Голубые канты» сказано о том, что молодой лейтенант госбезопасности за месяц до ареста уговаривал отца Виктора уехать, тому же лейтенанту позже досталось конвоировать о. Виктора. Постановление об аресте было принято 27 февраля 1945 года, а 2 марта выдан ордер на арест Шиповальникова Виктора Георгиевича, по обвинению по статьям 54-1-«б» и 54-10 УК УССР (аналог 58-й статьи УК РСФСР, то есть «измена Родине» со стороны военнослужащего и антисоветская агитация). В постановлении было сказано «что он [Шиповальников], являясь военнослужащим Красной армии в октябре 1941 г. в г. Одессе из воинской части дезертировал и остался в оккупированном городе. Закончил там семинарию и работал священником». В главе «Следствие» «Архипелага ГУЛАГ» речь идёт об истязаниях, которым подверг о. Виктора кишенёвский следователь Данилов (избивал кочергой по затылку, таскал за косу). 2 мая 1945 года дело отца Виктор было переквалифицировано, как недостаточно доказанное, на статью 5-11 УК УССР. 12 ноября 1945 Особое Совещание при НКВД СССР приговорило отца Виктора к сроку 5 лет ИТЛ по статье 5-33 УК УССР, то есть как социально опасный элемент (СОЭ). Этапом был отправлен в Воркуту, по другим данным был политзаключённым на Печоре, в 1945—1947.
По воспоминаниям отца Виктора «остаток пути [до лагеря] в сорок пять километров надо идти пешком. А мороз 45 градусов. Шли мы по снегу, а ряса у меня вся снизу намокла и оледенела. Помню, я отставал, а там собаки. Охранники прикладом били, чтобы не отставал». В главе «Вечное движение» как этап из Молдавии в январе 1945 привезли на Печору и погнали снежной целиной за 6 километров к лагерю. Овчарки, подгоняя, толкали зеков последнего ряда лапами в спину. Отец Виктор помогал идти пожилому о. Фёдору Флоре, арестованному с ним же.
Отец Виктор вспоминал: 

В тот лагерь, где я был поначалу, было сослано много православных с Западной Украины, духовенство, женщины. Я им предложил устроить на Пасху службу. Два хора у нас собралось. Заутреню отслужили, пели, да так хорошо все было, что мы выходим, а солдаты говорят: «Мы бы раньше вас взяли, да больно пели хорошо, дали вам дослужить». И меня сразу в карцер.
После карцера отца Виктора отправили в другой лагерь на лесоповал. В «Архипелаге ГУЛАГ» (глава «Шизо, Буры, Зуры») сказано, отправлен в штрафную зону «„за религиозную агитацию“ (под Пасху для пяти санитарок отслужил всенощную)». В штрафном лагере на лесоповале был назначен кострожогом, что было большой удачей, так как кормили плохо, и сил было мало.

### Служение
Освобождён на 3 года раньше срока после встречи Сталина с митрополитами Сергием (Страгородским), Алексием (Симанским) и Николаем (Ярушевичем). После освобождения отец Виктор был отправлен в родной для него Архангельск.
- Настоятель собора Святого пророка Илии в Архангельск,
- Настоятель храма мученицы Царицы Александры в Ростове-на-Дону,

В Ростове отец Виктор познакомился ключарём Ростовского кафедрального собора Рождества Пресвятой Богородицы будущим Патриархом Пименом. Пимен крестил родившегося в Ростове сына Виктора Алексея.
- иерей Троицкого собора в Пскове,
- иерей храма Казанской иконы Божией Матери в городе Сасово
- C 1953 — ключарь, настоятель, c 1955 протоиерей Борисоглебского собора в Рязани.
- С августа 1973 по июль 1976 — протоиерей, настоятель Троицкого храма на станции Удельной Московской области.
- С июля 1976 по июнь 1993 — протоиерей, настоятель Христорождественской церкви село Заозерье Московской области.
- С июня 1993 по 2005 — отец Виктор вернулся в Троицкий храм на станции Удельной. 26 июня 2005 года он отслужил в этом храме свою последнюю литургию.

### Знакомство с А. И. Солженицыным
Был ключарём Борисоглебского собора в Рязани. В это время старшая дочь о. Виктора, Лиза, училась в школе у учителя Солженицына. Вероятно, с этого началось знакомство о. Виктора с писателем. В «Архипелаге ГУЛАГ» А. И. Солженицын пять раз ссылается на рассказы отца Виктора. Включён писателем в число свидетелей «Архипелага ГУЛАГ», тех, «чьи рассказы, письма, мемуары и поправки использованы при создании этой книги»:10. А. И. Солженицын перечисляет отца Виктора и среди его тайных помощников, так называемых «невидимок». По словам Солженицына, отец Виктор Шиповальников отказался выступить против него в «Журнале Московской Патриархии» после высылки писателя из СССР, за что претерпел гонения:41.

### Хранитель Саровских святынь
После закрытия Серафимо-Дивеевского монастыря его игуменья Александра (Траковская) увезла в Муром святыни и реликвий, связанных с Серафимом Саровским. Главная из них икона «Умиление», перед которой скончался преподобный Серафим Саровский, мантия, две полумантии (одна из них кожаная), армяк (пальто), епитрахиль, поручи, скуфью, зимнюю шапку, рубашку-свитку, рукавицы, лапти, носки, обгоревшую скамеечку (склонившись над которой скончался батюшка Серафим), топор, нож, гребень, часть парамана и четок (лествицы), очки, иконы из келии преподобного, а также прижизненный портрет прп. Серафима в полный рост и иконы, написанные дивеевскими сестрами. После смерти игуменьи Александры святыни перешли на хранение монахине Марии (Бариновой). Она в свою очередь незадолго перед кончиной передала их патриарху Пимену. Он счёл, что их лучше хранить не в его резиденции, а у хорошо знакомого ему отца Виктора. Передавая святыни, патриарх сказал: «Бог даст, ещё возвратишь по назначению». В 1991 году отец Виктор смог исполнить сказанное патриархом, и святыни Серафима Саровского были возвращены в Серафимо-Дивеевский монастырь.

### Конец жизни
С благословения патриарха Алексия II часть дивеевских святынь были переданы в Троицкий храм в пос. Удельная. Это иконы дивеевского письма «прп. Серафим» с частичкой мантии, «прп. Серафим, молящийся на камне». Для них в 1988—2000 гг. был построен новый, Серафимовский придел храма. В строительстве этого придела отцу Виктору помог А. И. Солженицын.
Последнюю литургию в Троицком храме пос. Удельная батюшка отслужил 26 июня 2005 года, в Неделю всех святых.
Скончался 27 декабря 2007 г. на 93 году жизни в своём доме в посёлке Кратово. Похоронен у самых ступеней входа в Рождественский храм села Заозерье.

## Семья
- Три сестры старше о. Виктора:
  - Сестра — Татьяна,
  - Сестра — Серафима,
  - Сестра — Пелагея.
- Жена — Мария Борисовна, урождённая Александрова, скончалась 16 июля 2014 года, похоронена в селе Заозерье рядом с супругом.
  - Дочь — Елизавета (1944)
  - Сын — Алексей (1950)
  - Дочь — Магдалина (1957)
  - Сын — Василий (1959)

## Награды
- 1952 — Набедренник
- 1952 — Камилавка
- 1953 — Наперсный крест
- 1958 — Патриаршая грамота
- 1960 — Палица
- 1963 — Крест с украшениями
- 1971 — митра
- 1975 — Право служения литургии с отверстыми Царскими вратами
- 1981 — Право служения литургии с отверстыми Царскими вратами до «херувимской песни» и «Отче наш»
- 1983 — Второй крест с украшениями
- 1988 — Патриарший крест
- 1993 — Патриарший крест
- 1993 — Орден князя Владимира II ст.
- 1998 — Орден князя Даниила Московского II ст.
- 2003 — Орден преподобного Сергия Радонежского II степени (в связи с 60-летием пастырского служения)

## Адреса
- 1941 — Ленинград, ул. Мойка (набережная реки Мойки), дом 1, кв. 14[11].

## Публикации
- Епископ Рязанский и Касимовский Борис: Некролог // Журнал Московской Патриархии. 1972. — № 10. — С. 30-32.
- «Я с малолетства был при Церкви…» // Мир Божий. 2003. — № 1 (9). — С. 28 — 35.